# Obejo (ort)
Obejo är en ort i Spanien.   Den ligger i provinsen Province of Córdoba och regionen Andalusien, i den centrala delen av landet, 270 km söder om huvudstaden Madrid. Obejo ligger 702 meter över havet och antalet invånare är 1 464.
Terrängen runt Obejo är huvudsakligen lite kuperad. Obejo ligger uppe på en höjd. Runt Obejo är det mycket glesbefolkat, med 6 invånare per kvadratkilometer. Närmaste större samhälle är Villaviciosa de Córdoba, 19,7 km väster om Obejo. Omgivningarna runt Obejo är huvudsakligen savann.